# Buffalo Braves 1976-1977
La stagione 1976-77 dei Buffalo Braves fu la 7ª nella NBA per la franchigia.
I Buffalo Braves arrivarono quarti nella Atlantic Division della Eastern Conference con un record di 30-52, non qualificandosi per i play-off.

## Roster
| N° | Naz.                   | Ruolo | Sportivo          | Anno | Alt. | Peso |
| -- | ---------------------- | ----- | ----------------- | ---- | ---- | ---- |
| 5  | Stati Uniti (bandiera) | A     | Fred Foster       | 1946 | 196  | 95   |
| 9  | Stati Uniti (bandiera) | GA    | Randy Smith       | 1948 | 191  | 82   |
| 10 | Stati Uniti (bandiera) | A     | Don Adams         | 1947 | 198  | 95   |
| 11 | Stati Uniti (bandiera) | AC    | Bob McAdoo        | 1951 | 206  | 95   |
| 11 | Stati Uniti (bandiera) | G     | Chuck Williams    | 1946 | 188  | 79   |
| 12 | Stati Uniti (bandiera) | GA    | Claude Terry      | 1950 | 193  | 88   |
| 14 | Stati Uniti (bandiera) | G     | Bird Averitt      | 1952 | 185  | 77   |
| 15 | Stati Uniti (bandiera) | G     | Ernie DiGregorio  | 1951 | 183  | 82   |
| 20 | Stati Uniti (bandiera) | C     | Moses Malone      | 1955 | 208  | 98   |
| 21 | Stati Uniti (bandiera) | GA    | Johnny Neumann    | 1951 | 198  | 91   |
| 22 | Stati Uniti (bandiera) | GA    | Gus Gerard        | 1953 | 203  | 91   |
| 22 | Stati Uniti (bandiera) | A     | Clyde Mayes       | 1953 | 203  | 102  |
| 25 | Stati Uniti (bandiera) | G     | Jim Price         | 1949 | 191  | 88   |
| 34 | Stati Uniti (bandiera) | AC    | John Shumate      | 1952 | 206  | 107  |
| 35 | Stati Uniti (bandiera) | AC    | Zaid Abdul-Aziz   | 1946 | 206  | 107  |
| 40 | Stati Uniti (bandiera) | AC    | John Gianelli     | 1950 | 208  | 100  |
| 44 | Stati Uniti (bandiera) | AC    | Adrian Dantley    | 1956 | 196  | 94   |
| 52 | Stati Uniti (bandiera) | AC    | George T. Johnson | 1948 | 211  | 93   |
| 52 | Stati Uniti (bandiera) | AC    | Tom McMillen      | 1952 | 211  | 98   |

## Staff tecnico
- Allenatori: Tates Locke (16-30) (fino al 25 gennaio)[1], Bob MacKinnon (3-4) (dal 25 gennaio al 15 febbraio)[2], Joe Mullaney (11-18)
- Vice-allenatore: Charlie Harrison, Joe Mullaney (dal 26 gennaio al 15 febbraio)[3]
- Preparatore atletico: Ray Melchiorre